# Kakoetsa Tsjolokasjvili
Kaichosro "Kakoetsa" Tsjolokasjvili (Georgisch: ქაიხოსრო "ქაქუცა" ჩოლოყაშვილი) (Matani, 14 juli 1888 - Passy, 29 juni 1930) was een Georgisch militair officier van adellijke afkomst en een leider van de anti-Sovjet guerrillabeweging in de Georgische Sovjetrepubliek. Hij wordt beschouwd als een nationale held in Georgië.
Tsjolokasjvili vocht met het leger van het Russische Rijk in de Eerste Wereldoorlog in de Kaukasusveldtocht en Perzische campagne, waarvoor hij geridderd werd voor zijn heldenmoed. Hij was kolonel in het leger van de Democratische Republiek Georgië. Na de Sovjet-inname van Georgië leidde hij een guerrillaoorlog tegen het bolsjewistische regime, waarna hij in 1924 naar Frankrijk vluchtte. Daar stierf hij in 1930 aan tuberculose.

## Biografie
Kaichosro Tsjolokasjvili (roepnaam Kakoetsa) werd op 14 juli 1888 geboren in de aristocratische Tsjolokasjvili-familie en als kind van Ioseb Tsjolokasjvili en Daria Gogniasjvili. Hij was een directe afstammeling van Bidzina Tsjolokasjvili, leider van de Bachtrioni-opstand in 1659 en werd geboren op het familielandgoed in Matani, een dorp net buiten Achmeta in de oost-Georgische regio Kacheti dat destijds onderdeel was van het gouvernement Tiflis van het Keizerrijk Rusland. Na zijn afstuderen aan het Gymnasium voor Adel in Tbilisi ging hij in 1909 in militaire dienst, en diende in het 16e regiment van Tver. In 1912 keerde hij terug naar Georgië met de rang van officier. In 1913 trouwde hij en kreeg twee dochters.

### Russisch leger
Aan het begin van de Eerste Wereldoorlog in 1914 werd Tsjolokasjvili opgeroepen voor dienst en werd toegewezen om een eskadron aan het Oostenrijks-Hongaraarse front te leiden, waar hij gewond raakte. Daarna werd hij uit eigener beweging overgeplaatst naar het front van de Kaukasusveldtocht, waar hij in de achterhoede het bevel voerde over een eskadron dat onder leiding stond van generaal Vasili Gabasjvili, ook een Georgiër. 
In december 1914 begonnen de Ottomanen de Slag om Sarikamish in de provincie Kars. Tsjolokasjvili kreeg de opdracht een strategische hoogte, het "Arendsnest", te veroveren en beschermen. Hij slaagde erin de hoogte te veroveren en verschillende Turkse aanvallen af te slaan. Hij raakte hierbij meermaals gewond, aan zijn been en in zijn borst. De borstverwonding zou zijn leven achtervolgen. Hij kreeg in 1916 voor zijn optreden in de slag om Sarikamish het Gouden Zwaard voor Moed, een van de hoogste Russische ridderlijke onderscheidingen.
Na behandeling in 1915 in het St. Nino-ziekenhuis in Tbilisi werd hij opgenomen in het nieuw opgerichte Georgische cavalerie-legioen, dat vocht in Perzië. Tsjolokasjvili deed een grote aanval met zijn compagnie en stak de Mesopotamische woestijn over om zich in 1916 bij de Britten te voegen. Naar aanleiding van deze operatie werd hij gepromoveerd tot luitenant-kolonel. Hij zou aan dit front blijven tot de Februarirevolutie van 1917, waarna hij naar Georgië terugkeerde.

### Democratische Republiek Georgië
Tsjolokasjvili raakte betrokken bij de onafhankelijkheidsbeweging en hielp begin 1918 bij de formatie van de nationale cavalerie. Toen de Democratische Republiek Georgië zich op 26 mei 1918 onafhankelijk verklaarde, werd Tsjolokasjvili gepromoveerd tot kolonel. Hij kreeg de leiding over een eskadron in de Cavaleriedivisie van de Volksgarde van Georgië en vocht mee in de Armeens-Georgische Oorlog en verschillende andere conflicten die de jonge republiek bedreigden. In 1919 werd Tsjolokasjvili vice-minister van Defensie.
Toen het Sovjet-Russische Rode Leger in februari 1921 Georgië binnenviel, vergezelde Tsjolokasjvili generaal David Tsjavtsjavadze naar Samegrelo om vrijwilligers te rekruteren voor de cavalerie. Tegen de tijd dat ze twee eskadrons hadden verzameld, was Tbilisi al gevallen en was de Georgische Socialistische Sovjetrepubliek al uitgeroepen. Op 17 maart 1921 vertrokken de Georgische regering en de militaire leiding vanuit Batoemi naar een Europees ballingschap, waarvan de meesten zich in Frankrijk zouden vestigen.

### Verzet tegen de Sovjetbezetting

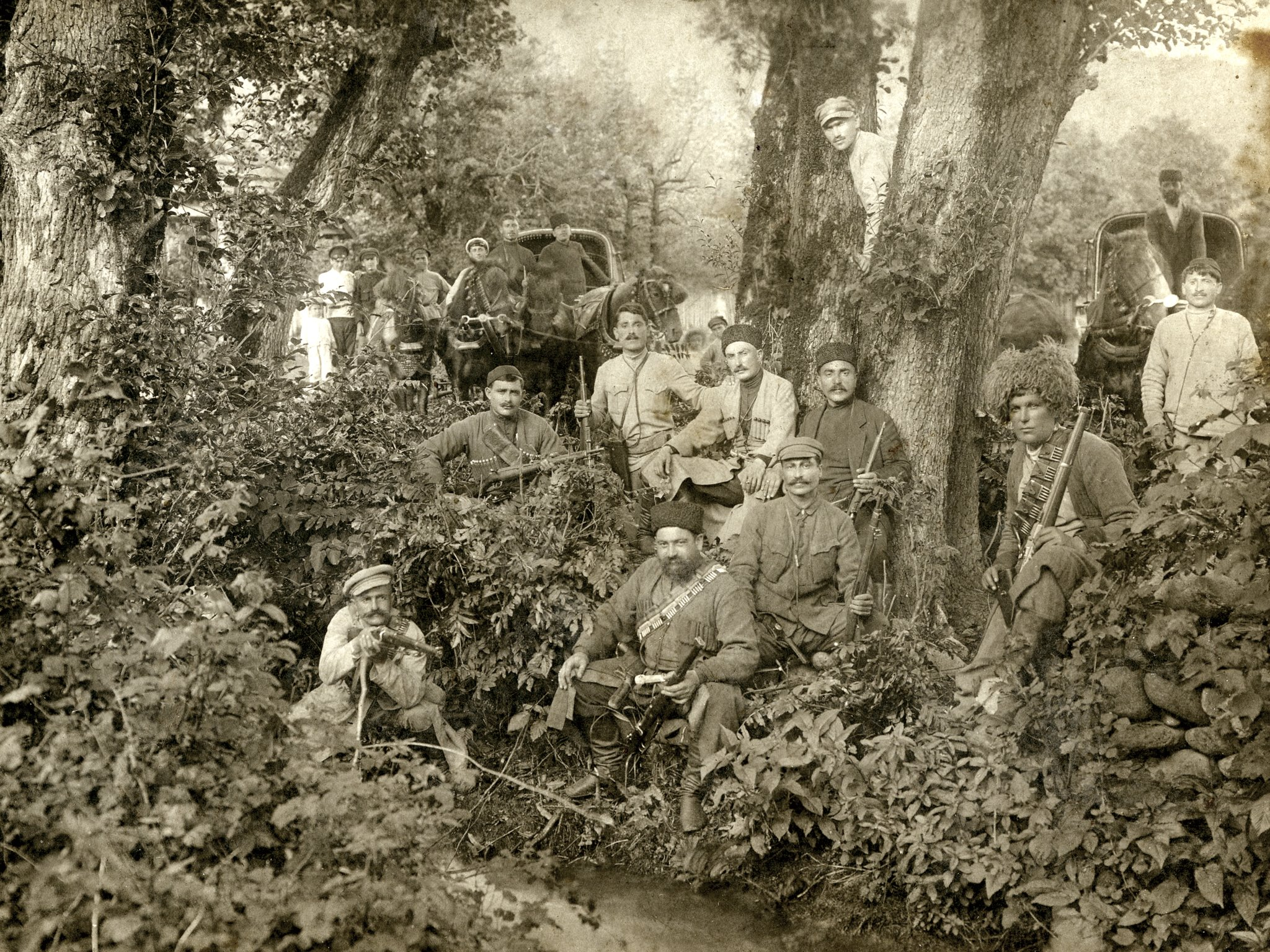
Georgische partizanen onder leiding van Tsjolokasjvili

Tsjolokasjvili bleef in Georgië en keerde terug naar Tbilisi om met Kote Abchazi het verzet te organiseren. Hij verhuisde naar de regio Kacheti en vormde een kleine groep patriotten, die het begin werd van een partizanenstrijd in heel Georgië. Hij stuurde vertrouwelingen naar de marktplaatsen Gori en Doesjeti om ondergrondse verzetsgroepen op te richten.
In voorjaar 1922 trok Tsjolokasjvili met zijn militie naar de bossen bij Alvani, vlakbij zijn geboortegrond Matani. Vanuit deze basis voerden ze een guerrillastrijd tegen het Sovjetregime, te beginnen bij Signagi en daarna op andere plekken in Kacheti. In de zomer van 1922 verplaatste hij zijn activiteiten naar het noordwestelijker en in de bergen gelegen Chevsoeretië, maar moest zijn toevluchtsoord zoeken in Tsjetsjenië. Vanuit hier zou zij twee jaar lang een partizanenstrijd voeren, om in augustus 1924 deel te nemen aan de grote anti-Sovjet Augustusopstand. Hij was onderdeel van de voorbereidingen en leidde een groep van 600 opstandelingen, een van de grootste groepen in Kacheti. De opstand liep landelijk uit op een mislukking, en betekende ook het einde van de Georgische verzetsstrijd.

### In ballingschap

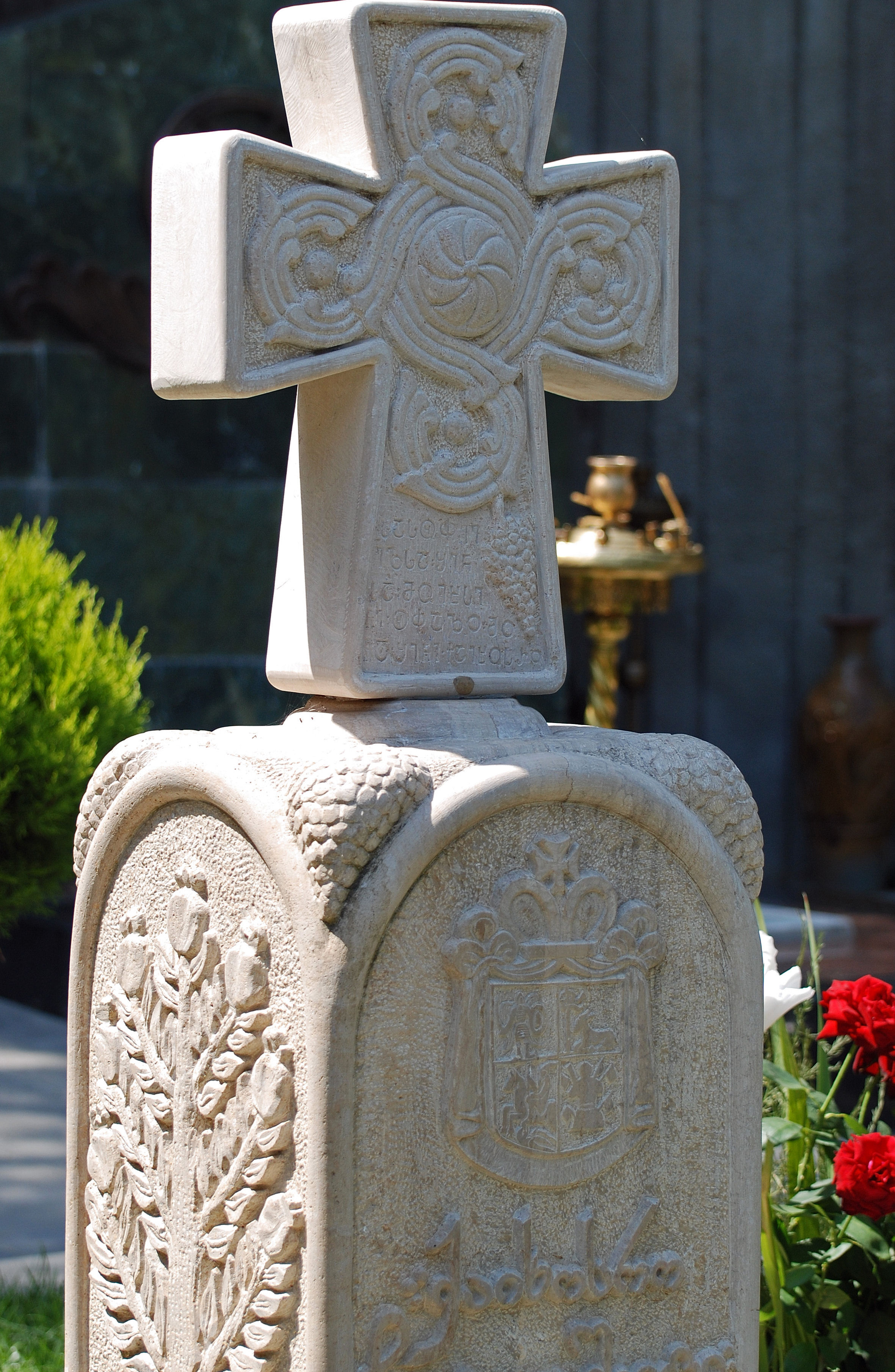
Graf in Tbilisi

In september 1924 vluchtte Tsjolokasjvili met ruim 20 medestrijders over de grens met Turkije. Zijn familie, vrouw en dochters, werd opgepakt en in de gevangenis gezet. Zijn vrouw ontsnapte met een knieschot de doodstraf, maar zijn schoonvader werd geëxecuteerd. Tsjolokasjvili en zijn metgezellen reisden via Artvin en Trabzon naar Istanbul, van waar ze een boot namen naar het Franse Marseille. Daar komen ze in december aan.
Tsjolokasjvili vestigt zich net als de meeste Georgische emigranten in en rond Parijs. De regering in ballingschap was gevestigd op een landgoed in Leuville-sur-Orge, iets buiten Parijs. Tsjolokasjvili huurde uiteindelijk een huis in Viroflay bij Versailles. Hij kwam zijn vriend en opperbevelhebber van het Georgische leger Giorgi Kvinitadze weer tegen en kwam veel bij hem over de vloer. Tsjolokasjvili had echter een gespannen relatie met leden van de regering-in-ballingschap en met name Noë Ramisjvili, een van de hoofdorganisatoren van de Augustusopstand. 
Met de jaren kwam het gemis van zijn vrouw en kinderen die in de Sovjet-Unie waren achtergebleven. Daarnaast had de lucht in Parijs een slechte invloed op hem en hij kreeg gezondheidsklachten. De wond in zijn rechterlong die hij had opgelopen aan het Oostenrijkse front in de Eerste Wereldoorlog begon hem op te spelen. Hij liep tuberculose op en werd in november 1929 geopereerd waarna hij revalideerde in het sanatorium Praz Coutant in Passy in de Haute-Savoie. Hier herstelde hij niet van en hij overleed uiteindelijk op 29 juni 1930.
Het lichaam van Tsjolokasjvili werd naar de Griekse kerk in Parijs gebracht en hij werd begraven op de Saint-Ouen-begraafplaats nabij Parijs. De begrafenisceremonie werd gefilmd en werd bij de eerste herdenkingsdienst een jaar later vertoond. Zijn graf werd later overgebracht naar de Georgische begraafplaats in Leuville.

## Postuum

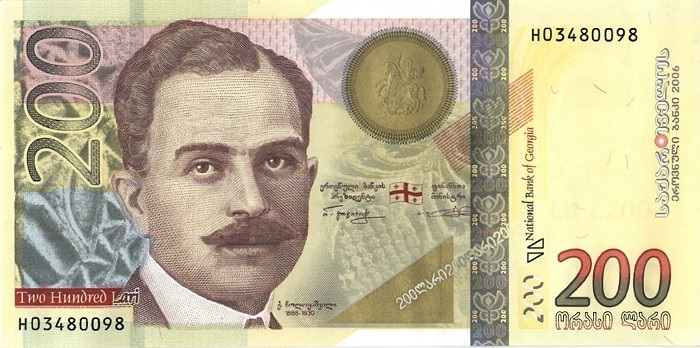
200 lari biljet (2006)

Na de onafhankelijkheid in 1991 begon de Georgische regering te onderhandelen met de Franse autoriteiten om het lichaam van Tsjolokasjvili te repatriëren naar Georgië. Hiermee wilde men ook de laatste wens van Tsjolokasjvili eren om in een onafhankelijk Georgië begraven te worden. Op 20 november 2005 werden zijn overblijfselen begraven in het Pantheon van schrijvers en publieke figuren op de berg Mtatsminda in Tbilisi.
In 2006 werd Tsjolokasjvili geëerd met een afbeelding op het 200 lari biljet en in 2013 werd hij door president Micheil Saakasjvili tot Nationale Held verklaard, de hoogste nationale onderscheiding.